# Crepúsculo (romance)
Crepúsculo (Twilight, em inglês) é uma obra de romance e fantasia de vampiros da autora Stephenie Meyer, publicada em 2005. É o primeiro livro da série Twilight e apresenta Isabella "Bella" Swan, de dezessete anos, que se muda de Phoenix, Arizona, para Forks, Washington. Ela coloca sua vida em risco após se apaixonar por Edward Cullen, um vampiro de 103 anos congelado em seu corpo de 17. Outros romances da série são Lua Nova, Eclipse e Amanhecer.
Crepúsculo recebeu avaliações moderadas. Alguns elogiaram o tom do romance e sua representação de emoções comuns na adolescência, como alienação e rebelião. Outros criticaram a prosa de Meyer e argumentaram que a história carecia de desenvolvimento dos personagens. Um mês após seu lançamento, o livro alcançou a quinta posição da lista de mais vendidos do The New York Times, eventualmente liderando-a pouco tempo depois. O romance foi nomeado um dos Melhores Livros Juvenis de 2005 pela Publishers Weekly.
A adaptação cinematográfica, lançada em 2008, foi um sucesso comercial, arrecadando mais de US$392 milhões em todo o mundo e arrecadando US$157 milhões adicionais em vendas de DVD na América do Norte em julho de 2009. O livro foi o mais vendido de 2008; em 2009, foi o segundo mais vendido, atrás apenas de sua sequência, Lua Nova. Ainda em 2008, Crepúsculo já havia sido traduzido para 37 idiomas diferentes.
Em outubro de 2015, Meyer anunciou uma nova versão do romance com troca de gêneros, intitulada Vida e Morte: Crepúsculo Reimaginado, com os personagens Beau e Edythe, em homenagem ao 10º aniversário da série. Em 2020, Meyer lançou Sol da Meia-Noite, uma releitura da história de Crepúsculo da perspectiva de Edward Cullen.

## Resumo
Bella Swan muda-se da ensolarada Phoenix, Arizona para a chuvosa cidade de Forks (Washington), para viver com seu pai, Charlie,  Segundo ela, a sua mãe (Renée) sentia-se triste por não poder acompanhar o seu novo marido (Phil Dwyer) aos jogos de beisebol, pois este é um jogador da segunda divisão e, então, Bella decide mudar-se para dar mais espaço ao casal.
A chegada de Bella a Forks desperta imensa curiosidade em toda a gente. Esta é uma cidade calma, onde todos se conhecem e, por isso, a sua chegada era bastante aguardada. Na escola, Bella conhece vários colegas logo no primeiro dia de aulas e torna-se amiga de Mike, Jessica, Angela, Eric e Tyler.
Bella depressa descobre como seria monótona e entediante a sua vida em Forks, caso Edward Cullen, o misterioso rapaz que se senta a seu lado na aula de Biologia, não lhe despertasse tanta curiosidade e servisse de fugida à sua rotina diária. No primeiro dia que ela o vê, Edward aparenta sentir repugnância  por ela, chegando mesmo a tentar mudar os seus horários para evitá-la, uma vez que o cheiro do sangue de Bella era muito tentador para ele.
No entanto, quando um carro fora de controle está prestes a atropelar Bella no estacionamento da escola, Edward salva-a do perigo sobrenaturalmente, como é percebido pela jovem, que nota que ele estava muito distante de si para poder puxá-la da trajetória do veículo e que, o amasso deixado no automóvel após o embate, era em tudo semelhante à estrutura dos ombros do rapaz. Edward recusa-se, todavia, a falar sobre o assunto. Bella evita falar com ele durante algum tempo, mas no dia em que ela vai com as suas amigas até Port Angeles, mete-se, de novo, em apuros, de modo que Edward salva-a novamente. A partir deste instante, a cada passagem do livro, ambos acabam por se tornar cada vez mais próximos.
Ela acaba descobrindo que Edward é um vampiro.
Entretanto, Bella é apresentada à família Cullen, e descobre, segundo Edward, que eles só se alimentam do sangue de animais, sendo chamados de "vegetarianos" em seu meio. Edward e Bella passam muito tempo juntos, e cada vez mais apaixonados. O vampiro é apresentado a Charlie e tudo parecia perfeito, até que tudo é lançado ao desespero quando James (um vampiro batedor) pousa os seus olhos em Bella. Ele fica sedento, e decide alimentar-se dela a todo o custo.
Após ter fugido do seu predador, Bella vê-se obrigada a reencontrá-lo, sob a suspeita do mesmo ter raptado a sua mãe. Bella dirige-se a um antigo estúdio de balé, no qual dançava quando era pequena, e onde James pretende matá-la. Edward, juntamente com os outros membros da família Cullen, consegue resgatá-la, antes que James consiga beber o sangue da adolescente.
Bella segue para um Hospital em Phoenix de onde a mãe a tenta convencer a voltar para a sua beira. Bella rejeita a ideia, pois namora agora com Edward e não o quer deixar. 
Acaba a história num baile da escola, onde Bella aparece com o seu par (Edward) e onde aparece também Jacob Black, que traz uma mensagem do seu pai, Billy, que diz para Bella se afastar de Edward. Nem ela nem Jacob percebem o que quer exactamente dizer esta mensagem, pois por esta altura Jacob ainda não sabe que é lobo, ou seja, o inimigo natural dos vampiros.

## Capa
Stephenie Meyer declarou que a maçã na capa de "Crepúsculo" representa o fruto proibido do livro de Gênesis. Ela simboliza o amor de Bella e Edward, o que é proibido, semelhante ao fruto da árvore do conhecimento do bem e do mal, como está implícito pela citação de Gênesis 3:3 no início do livro. Representa também o conhecimento de Bella daquilo que o bem e o mal são, bem como a escolha que ela tem do "fruto proibido", Edward, escolhendo ou não vê-lo. Em uma das cenas do filme, uma maçã cai e Edward a pega. O jeito que ele pegou a maçã com as duas mãos formou a imagem da capa.

## Capítulos
Segue-se uma lista dos capítulos do livro nas edições americana, brasileira e portuguesa:
| Cap. | Estados Unidos        | Brasil                             | Portugal                           |
| ---- | --------------------- | ---------------------------------- | ---------------------------------- |
| *    | Preface               | Prólogo                            | Prefácio                           |
| 1    | First Sight           | À Primeira Vista                   | Primeira Vista                     |
| 2    | Open Book             | Livro Aberto                       | Livro Aberto                       |
| 3    | Phenomenon            | Fenômeno                           | Fenómeno                           |
| 4    | Invitations           | Convites                           | Convites                           |
| 5    | Blood Type            | Tipo Sangüíneo                     | Grupo Sanguíneo                    |
| 6    | Scary Stories         | Histórias de Terror                | Histórias Assustadoras             |
| 7    | Nightmare             | Pesadelo                           | Pesadelo                           |
| 8    | Port Angeles          | Port Angeles                       | Port Angeles                       |
| 9    | Theory                | Teoria                             | Teoria                             |
| 10   | Interrogations        | Interrogações                      | Interrogações                      |
| 11   | Complications         | Complicações                       | Complicações                       |
| 12   | Balancing             | Oscilando                          | Equilíbrio                         |
| 13   | Confessions           | Confissões                         | Confissões                         |
| 14   | Mind Over Matter      | A Mente Domina a Matéria           | O Domínio da Mente sobre a Matéria |
| 15   | The Cullens           | Os Cullen                          | Os Cullen                          |
| 16   | Carlisle              | Carlisle                           | Carlisle                           |
| 17   | The Game              | O Jogo                             | O Jogo                             |
| 18   | The Hunt              | A Caçada                           | A Caçada                           |
| 19   | Goodbyes              | Despedidas                         | Despedidas                         |
| 20   | Impatience            | Impaciência                        | Impaciência                        |
| 21   | Phone Call            | Telefonema                         | Telefonema                         |
| 22   | Hide-and-Seek         | Esconde-Esconde                    | Jogar às Escondidas                |
| 23   | The Angel             | O Anjo                             | O Anjo                             |
| 24   | An Impasse            | Um Impasse                         | Um Impasse                         |
| *    | Epilogue: An Occasion | Epílogo: Um Acontecimento Especial | Epílogo: Uma Ocasião Especial      |

## Recepção da crítica
A recepção crítica para Crepúsculo foi mista. A Kirkus disse que "Crepúsculo está longe de ser perfeito: o retrato de Edward como o trágico herói monstruoso é excessivamente byroniano e o apelo de Bella é mais baseado na mágica do que no personagem. Apesar de tudo, o retrato de amantes perigosos bate o ponto; os fãs de romance obscuro vão achar difícil resistir". A Publishers Weekly descreveu "a paixão cega [de Bella] pelo estranho Edward", a relação de risco dos dois e a "luta interna de Edward" como uma metáfora para a tensão sexual na adolescência. Hillias J. Martin, do School Library Journal, elogiou o romance, dizendo, "Realista, sutil, sucinto e fácil de acompanhar, Crepúsculo terá leitores agonizando para penetrar seus dentes nele".

## Adaptação cinematográfica
Crepúsculo ganhou uma versão cinematográfica, que estreou em 21 de novembro de 2008 nos EUA, no dia 4 de dezembro, do mesmo ano, em Portugal e, dias mais tarde, 19 de dezembro, no Brasil. Crepúsculo já bateu o recorde de espectadores para um filme do gênero. O elenco conta com Kristen Stewart como Isabella Swan, Robert Pattinson como Edward Cullen e Taylor Lautner como Jacob Black.